# 7752 Отаутюнокай
7752 Отаутюнокай (7752 Otauchunokai) — астероїд головного поясу, відкритий 31 жовтня 1988 року.
Тіссеранів параметр щодо Юпітера — 3,574.
Названо на честь Отаутюнокай (яп. おおたうちゅうのかい о:таутю:нокай)